# Championnats du monde de cyclisme sur piste juniors 2012
Navigation
Édition précédente Édition suivante
Les Championnats du monde de cyclisme sur piste juniors 2012 se sont déroulés du 22 au 26 août 2012 à Invercargill en Nouvelle-Zélande.

## Podiums masculin
| Épreuves               | Or                                                               | Argent                                                                         | Bronze                                                              |
| ---------------------- | ---------------------------------------------------------------- | ------------------------------------------------------------------------------ | ------------------------------------------------------------------- |
| Kilomètre              | Zachary Shaw Australie                                           | Dylan Kennett Nouvelle-Zélande                                                 | Jakub Vyvoda Tchéquie                                               |
| Keirin                 | Jacob Schmid Australie                                           | Emerson Harwood Australie                                                      | Alexander Dubchenko Russie                                          |
| Vitesse individuelle   | Jacob Schmid Australie                                           | Emerson Harwood Australie                                                      | Zachary Shaw Australie                                              |
| Vitesse par équipes    | Russie Alexander Dubchenko Vladislav Fedin Alexander Sharapov    | Australie Emerson Harwood Jacob Schmid Zachary Shaw                            | Mexique Emmanuel Mejia Oliver Valenzuela Edgar Verdugo              |
| Poursuite individuelle | Tom Bohli Suisse                                                 | Dylan Kennett Nouvelle-Zélande                                                 | Alexander Morgan Australie                                          |
| Poursuite par équipes  | Australie Jack Cummings Evan Hull Alexander Morgan Miles Scotson | Nouvelle-Zélande Liam Aitcheson Dylan Kennett Hayden McCormick Hamish Schreurs | Russie Alexey Kurbatov Andrey Sazanov Dmitry Strakhov Aydar Zakarin |
| Scratch                | Anton Muzychkin Biélorussie                                      | Jordan Parra Colombie                                                          | Robert Gaineyev Kazakhstan                                          |
| Course aux points      | Leung Chun Wing Hong Kong                                        | Aydar Zakarin Russie                                                           | Cristian Cornejo Chili                                              |
| Américaine             | Colombie Fernando Gaviria Jordan Parra                           | Belgique Jonas Rickaert Otto Vergaerde                                         | Nouvelle-Zélande Dylan Kennett Hayden McCormick                     |
| Omnium                 | Fernando Gaviria Colombie                                        | Jonathan Dibben Royaume-Uni                                                    | Tirian McManus Australie                                            |

## Podiums féminin
| Épreuves               | Or                                                    | Argent                                                      | Bronze                                             |
| ---------------------- | ----------------------------------------------------- | ----------------------------------------------------------- | -------------------------------------------------- |
| 500 mètres             | Daria Shmeleva Russie                                 | Elis Ligtlee Pays-Bas                                       | Lidiya Pluzhnikova Russie                          |
| Keirin                 | Daria Shmeleva Russie                                 | Lidiya Pluzhnikova Russie                                   | Jennifer Valente États-Unis                        |
| Vitesse individuelle   | Daria Shmeleva Russie                                 | Caitlin Ward Australie                                      | Paige Paterson Nouvelle-Zélande                    |
| Vitesse par équipes    | Russie Lidiya Pluzhnikova Daria Shmeleva              | Nouvelle-Zélande Paige Paterson Victoria Steel              | Australie Allee Proud Caitlin Ward                 |
| Poursuite individuelle | Kelsey Robson Australie                               | Elinor Barker Royaume-Uni                                   | Natalia Mozharova Russie                           |
| Poursuite par équipes  | Australie Georgia Baker Taylah Jennings Kelsey Robson | Nouvelle-Zélande Cassie Cameron Alysha Keith Racquel Sheath | Royaume-Uni Elinor Barker Hayley Jones Amy Roberts |
| Scratch                | Georgia Baker Australie                               | Sophie Williamson Nouvelle-Zélande                          | Shana Dalving Belgique                             |
| Course aux points      | Taylah Jennings Australie                             | Sophie Williamson Nouvelle-Zélande                          | Amy Roberts Royaume-Uni                            |
| Omnium                 | Taylah Jennings Australie                             | Elinor Barker Royaume-Uni                                   | Racquel Sheath Nouvelle-Zélande                    |

## Tableau des médailles
| Rang  | Nation           | Or | Argent | Bronze | Total |
| ----- | ---------------- | -- | ------ | ------ | ----- |
| 1     | Australie        | 9  | 4      | 4      | 17    |
| 2     | Russie           | 5  | 2      | 4      | 9     |
| 3     | Colombie         | 2  | 1      |        | 3     |
| 4     | Biélorussie      | 1  |        |        | 1     |
| 4     | Hong Kong        | 1  |        |        | 1     |
| 4     | Suisse           | 1  |        |        | 1     |
| 7     | Nouvelle-Zélande |    | 7      | 3      | 10    |
| 8     | Grande-Bretagne  |    | 3      | 2      | 5     |
| 9     | Belgique         |    | 1      | 1      | 2     |
| 10    | Pays-Bas         |    | 1      |        |       |
| 11    | Chili            |    |        | 1      | 1     |
| 11    | États-Unis       |    |        | 1      | 1     |
| 11    | Kazakhstan       |    |        | 1      | 1     |
| 11    | Mexique          |    |        | 1      | 1     |
| 11    | Tchéquie         |    |        | 1      | 1     |
| Total | Total            | 19 | 19     | 19     | 57    |